# 彭荃
彭荃（1985年11月9日—），男，贵州贵阳人，中国棋院职业棋手。

## 生平
彭荃1996年入段成为职业棋手，2006年升为七段。他曾在第五届和第六届春兰杯，以及第五届应氏杯中杀入四强。在第2届春兰杯第二轮比赛中，彭荃击败韩国四大天王之一的刘昌赫九段，一举成名。在第八届農心辛拉麵杯三國圍棋擂臺賽上，连胜羽根直树、崔哲瀚、今村俊也、元晟溱和山田规三生。

## 國際比賽成績
- 2000年：春兰杯8強
- 2004年：應氏杯4強，农心杯1胜1负
- 2005年：春兰杯季軍
- 2006年：丰田杯8强，农心杯5胜1负
- 2007年：春兰杯殿軍，农心杯1负